# Cosmetura ficifolia
Cosmetura ficifolia är en insektsart som beskrevs av Yamasaki 1983. Cosmetura ficifolia ingår i släktet Cosmetura och familjen vårtbitare. Inga underarter finns listade i Catalogue of Life.